# Raphaël Guerreiro (calciatore 1993)
Raphaël Adelino José Guerreiro (Le Blanc-Mesnil, 22 dicembre 1993) è un calciatore portoghese con cittadinanza francese, difensore o centrocampista del Bayern Monaco. Con la nazionale portoghese si è laureato campione d'Europa nel 2016 e ha vinto la UEFA Nations League 2018-2019.

## Biografia
Guerreiro è nato nel comune francese di Le Blanc-Mesnil da padre portoghese e madre francese.

## Caratteristiche tecniche
Guerreiro ricopre i ruoli di terzino o esterno di centrocampo nella fascia sinistra del campo, può tuttavia giocare anche come centrocampista centrale. Dotato di buon dinamismo, è un giocatore veloce, abile tecnicamente e nel dribbling. Fa dei suoi punti forti anche i cross e i calci piazzati, mentre in fase difensiva si distingue per le sue capacità a intercettare i palloni avversari e nei contrasti.

## Carriera

### Club

#### Caen
Guerreiro ha iniziato a giocare nelle giovanili del Le Blanc-Mesnil, per poi passare nel 2005 all'Istituto nazionale del calcio di Clairefontaine. Nel 2008 viene prelevato dal Caen che lo aggrega in prima squadra nel 2012 dove disputa da titolare nella stagione 2012-2013 il campionato di Ligue 2; s'impone sin da subito diventando titolare sulla fascia sinistra, tanto che a fine stagione viene eletto miglior terzino sinistro del campionato.

#### Lorient
Nell'estate del 2013 si trasferisce al Lorient per 3 milioni di euro, firmando un contratto quadriennale.

#### Borussia Dortmund
Il 16 giugno 2016, Guerreiro viene acquistato dal Borussia Dortmund, con cui firma un contratto valido fino al 2020. La prima presenza con la maglia giallonera la trova il 22 agosto nella partita di Coppa di Germania vinta dalla sua squadra per 3-0 sul campo dell'Eintracht Treviri. Debutta in Bundesliga il 27 agosto successivo, alla prima giornata di campionato contro il Magonza, mentre il 20 settembre, alla quarta giornata, trova il primo gol nella partita terminata 5-1 in favore dei suoi contro il Wolfsburg. In Champions League trova invece la prima presenza insieme al primo gol il 14 settembre alla prima giornata della fase a gironi, nella vittoria per 6-0 sul campo del Legia Varsavia.
Il 28 maggio 2023, viene annunciato che Guerreiro non avrebbe rinnovato il proprio contratto in scadenza con il club, lasciando così il Borussia dopo sei anni.

#### Bayern Monaco
Il 23 giugno 2023, Guerreiro viene ingaggiato a parametro zero dal Bayern Monaco, firmando un contratto triennale, con decorrenza dal 1º luglio seguente.

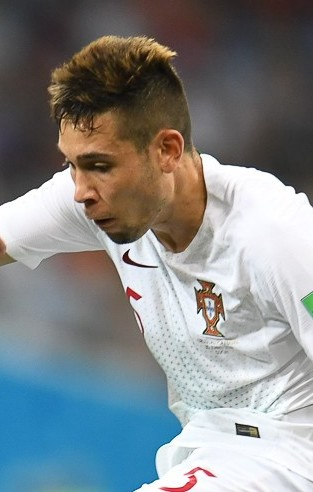
Raphaël Guerreiro in azione con la maglia nazionale
portoghese nel 2018.

### Nazionale
Dal 2013 al 2015 ha fatto parte della nazionale Under-21 del Portogallo, nella quale ha partecipato al Campionato europeo di categoria disputatosi in Repubblica Ceca nel giugno 2015, arrivando al secondo posto finale.
Il 14 novembre 2014 debutta da titolare con la nazionale maggiore, in una partita valida per le qualificazioni all'Europeo 2016 contro l'Armenia. Quattro giorni dopo segna di testa la rete della vittoria, la sua prima in nazionale, in un'amichevole giocata a Manchester contro l'Argentina.
Elogiato dal ct dei portoghesi Fernando Santos sin dal primo allenamento, diventa presto titolare della selezione lusitana e viene convocato per gli Europei 2016 che si sono disputati in Francia. Conquista, giocando da titolare (questo grazie a un infortunio accorso a Fábio Coentrão), il titolo di campione d'Europa nella vittoriosa finale giocata allo Stade de France contro la nazionale francese. Nella stessa gara si distingue tra l'altro per aver colpito la traversa avversaria con un calcio di punizione.
Due anni dopo viene convocato per i Mondiali 2018, mentre nel 2021 partecipa agli europei. In quest'ultima competizione ha segnato un gol nel successo per 3-0 contro l'Ungheria ai gironi. Questa volta i portoghesi si fermano agli ottavi, in cui vengono eliminati per 1-0 dal Belgio (gara in cui Guerreiro ha colpito un palo).

## Statistiche

### Presenze e reti nei club
Statistiche aggiornate al 16 gennaio 2025.
| Stagione                 | Squadra                  | Campionato               | Campionato | Campionato | Coppe nazionali | Coppe nazionali | Coppe nazionali | Coppe continentali | Coppe continentali | Coppe continentali | Altre coppe | Altre coppe | Altre coppe | Totale | Totale |
| Stagione                 | Squadra                  | Comp                     | Pres       | Reti       | Comp            | Pres            | Reti            | Comp               | Pres               | Reti               | Comp        | Pres        | Reti        | Pres   | Reti   |
| ------------------------ | ------------------------ | ------------------------ | ---------- | ---------- | --------------- | --------------- | --------------- | ------------------ | ------------------ | ------------------ | ----------- | ----------- | ----------- | ------ | ------ |
| 2012-2013                | Caen                     | L2                       | 38         | 1          | CF+CdL          | 1+2             | 0               | -                  | -                  | -                  | -           | -           | -           | 41     | 1      |
| 2013-2014                | Lorient                  | L1                       | 34         | 0          | CF+CdL          | 0+0             | 0               | -                  | -                  | -                  | -           | -           | -           | 34     | 0      |
| 2014-2015                | Lorient                  | L1                       | 34         | 7          | CF+CdL          | 1+1             | 0               | -                  | -                  | -                  | -           | -           | -           | 36     | 7      |
| 2015-2016                | Lorient                  | L1                       | 34         | 3          | CF+CdL          | 5+2             | 0               | -                  | -                  | -                  | -           | -           | -           | 41     | 3      |
| Totale Lorient           | Totale Lorient           | Totale Lorient           | 102        | 10         |                 | 9               | 0               |                    | -                  | -                  |             | -           | -           | 111    | 10     |
| 2016-2017                | Borussia Dortmund        | BL                       | 24         | 6          | CG              | 5               | 0               | UCL                | 6                  | 1                  | SG          | 0           | 0           | 35     | 7      |
| 2017-2018                | Borussia Dortmund        | BL                       | 9          | 1          | CG              | 2               | 0               | UCL+UEL            | 3+1                | 1+0                | SG          | 0           | 0           | 15     | 2      |
| 2018-2019                | Borussia Dortmund        | BL                       | 23         | 2          | CG              | 3               | 0               | UCL                | 6                  | 4                  | -           | -           | -           | 32     | 6      |
| 2019-2020                | Borussia Dortmund        | BL                       | 29         | 8          | CG              | 0               | 0               | UCL                | 8                  | 0                  | SG          | 1           | 0           | 38     | 8      |
| 2020-2021                | Borussia Dortmund        | BL                       | 27         | 5          | CG              | 5               | 0               | UCL                | 8                  | 1                  | SG          | 0           | 0           | 40     | 6      |
| 2021-2022                | Borussia Dortmund        | BL                       | 23         | 4          | CG              | 1               | 0               | UCL+UEL            | 3+1                | 0+1                | SG          | 0           | 0           | 28     | 5      |
| 2022-2023                | Borussia Dortmund        | BL                       | 27         | 4          | CG              | 3               | 0               | UCL                | 6                  | 2                  | -           | -           | -           | 36     | 6      |
| Totale Borussia Dortmund | Totale Borussia Dortmund | Totale Borussia Dortmund | 162        | 30         |                 | 19              | 0               |                    | 42                 | 10                 |             | 1           | 0           | 224    | 40     |
| 2023-2024                | Bayern Monaco            | BL                       | 20         | 3          | CG              | 1               | 0               | UCL                | 7                  | 0                  | SG          | 0           | 0           | 28     | 3      |
| 2024-2025                | Bayern Monaco            | BL                       | 20         | 4          | CG              | 2               | 0               | UCL                | 4                  | 1                  | Cmc         | -           | -           | 26     | 5      |
| Totale carriera          | Totale carriera          | Totale carriera          | 342        | 48         |                 | 34              | 0               |                    | 53                 | 11                 |             | 1           | 0           | 430    | 59     |

### Cronologia presenze e reti in nazionale
| Cronologia completa delle presenze e delle reti in nazionale ― Portogallo | Cronologia completa delle presenze e delle reti in nazionale ― Portogallo | Cronologia completa delle presenze e delle reti in nazionale ― Portogallo | Cronologia completa delle presenze e delle reti in nazionale ― Portogallo | Cronologia completa delle presenze e delle reti in nazionale ― Portogallo | Cronologia completa delle presenze e delle reti in nazionale ― Portogallo | Cronologia completa delle presenze e delle reti in nazionale ― Portogallo | Cronologia completa delle presenze e delle reti in nazionale ― Portogallo |
| Data                                                                      | Città                                                                     | In casa                                                                   | Risultato                                                                 | Ospiti                                                                    | Competizione                                                              | Reti                                                                      | Note                                                                      |
| ------------------------------------------------------------------------- | ------------------------------------------------------------------------- | ------------------------------------------------------------------------- | ------------------------------------------------------------------------- | ------------------------------------------------------------------------- | ------------------------------------------------------------------------- | ------------------------------------------------------------------------- | ------------------------------------------------------------------------- |
| 14-11-2014                                                                | Faro                                                                      | Portogallo                                                                | 1 – 0                                                                     | Armenia                                                                   | Qual. Euro 2016                                                           | -                                                                         |                                                                           |
| 18-11-2014                                                                | Manchester                                                                | Argentina                                                                 | 0 – 1                                                                     | Portogallo                                                                | Amichevole                                                                | 1                                                                         | 51’                                                                       |
| 17-11-2015                                                                | Lussemburgo                                                               | Lussemburgo                                                               | 0 – 2                                                                     | Portogallo                                                                | Amichevole                                                                | -                                                                         |                                                                           |
| 25-3-2016                                                                 | Leiria                                                                    | Portogallo                                                                | 0 – 1                                                                     | Bulgaria                                                                  | Amichevole                                                                | -                                                                         | 82’                                                                       |
| 29-3-2016                                                                 | Leiria                                                                    | Portogallo                                                                | 2 – 1                                                                     | Belgio                                                                    | Amichevole                                                                | -                                                                         |                                                                           |
| 29-5-2016                                                                 | Porto                                                                     | Portogallo                                                                | 3 – 0                                                                     | Norvegia                                                                  | Amichevole                                                                | 1                                                                         | 79’                                                                       |
| 8-6-2016                                                                  | Lisbona                                                                   | Portogallo                                                                | 7 – 0                                                                     | Estonia                                                                   | Amichevole                                                                | -                                                                         |                                                                           |
| 14-6-2016                                                                 | Saint-Étienne                                                             | Portogallo                                                                | 1 – 1                                                                     | Islanda                                                                   | Euro 2016 - 1º turno                                                      | -                                                                         |                                                                           |
| 18-6-2016                                                                 | Parigi                                                                    | Portogallo                                                                | 0 – 0                                                                     | Austria                                                                   | Euro 2016 - 1º turno                                                      | -                                                                         |                                                                           |
| 25-6-2016                                                                 | Lens                                                                      | Croazia                                                                   | 0 – 1 dts                                                                 | Portogallo                                                                | Euro 2016 - Ottavi di finale                                              | -                                                                         |                                                                           |
| 6-7-2016                                                                  | Lione                                                                     | Portogallo                                                                | 2 – 0                                                                     | Galles                                                                    | Euro 2016 - Semifinale                                                    | -                                                                         |                                                                           |
| 10-7-2016                                                                 | Saint-Denis                                                               | Portogallo                                                                | 1 – 0 dts                                                                 | Francia                                                                   | Euro 2016 - Finale                                                        | -                                                                         | 95’                                                                       |
| 1-9-2016                                                                  | Porto                                                                     | Portogallo                                                                | 5 – 0                                                                     | Gibilterra                                                                | Amichevole                                                                | -                                                                         | 63’                                                                       |
| 6-9-2016                                                                  | Basilea                                                                   | Svizzera                                                                  | 2 – 0                                                                     | Portogallo                                                                | Qual. Mondiali 2018                                                       | -                                                                         |                                                                           |
| 7-10-2016                                                                 | Aveiro                                                                    | Portogallo                                                                | 6 – 0                                                                     | Andorra                                                                   | Qual. Mondiali 2018                                                       | -                                                                         |                                                                           |
| 13-11-2016                                                                | Faro                                                                      | Portogallo                                                                | 4 – 1                                                                     | Lettonia                                                                  | Qual. Mondiali 2018                                                       | -                                                                         |                                                                           |
| 25-3-2017                                                                 | Lisbona                                                                   | Portogallo                                                                | 3 – 0                                                                     | Ungheria                                                                  | Qual. Mondiali 2018                                                       | -                                                                         |                                                                           |
| 9-6-2017                                                                  | Riga                                                                      | Lettonia                                                                  | 0 – 3                                                                     | Portogallo                                                                | Qual. Mondiali 2018                                                       | -                                                                         |                                                                           |
| 18-6-2017                                                                 | Kazan'                                                                    | Portogallo                                                                | 2 – 2                                                                     | Messico                                                                   | Conf. Cup 2017 - 1º turno                                                 | -                                                                         |                                                                           |
| 18-6-2017                                                                 | Mosca                                                                     | Russia                                                                    | 0 – 1                                                                     | Portogallo                                                                | Conf. Cup 2017 - 1º turno                                                 | -                                                                         | 65’                                                                       |
| 23-3-2018                                                                 | Zurigo                                                                    | Portogallo                                                                | 2 – 1                                                                     | Egitto                                                                    | Amichevole                                                                | -                                                                         |                                                                           |
| 28-5-2018                                                                 | Braga                                                                     | Portogallo                                                                | 2 – 2                                                                     | Tunisia                                                                   | Amichevole                                                                | -                                                                         | 50’                                                                       |
| 2-6-2018                                                                  | Bruxelles                                                                 | Belgio                                                                    | 0 – 0                                                                     | Portogallo                                                                | Amichevole                                                                | -                                                                         |                                                                           |
| 7-6-2018                                                                  | Lisbona                                                                   | Portogallo                                                                | 3 – 0                                                                     | Algeria                                                                   | Amichevole                                                                | -                                                                         | 57’                                                                       |
| 15-6-2018                                                                 | Soči                                                                      | Portogallo                                                                | 3 – 3                                                                     | Spagna                                                                    | Mondiali 2018 - 1º turno                                                  | -                                                                         |                                                                           |
| 20-6-2018                                                                 | Mosca                                                                     | Portogallo                                                                | 1 – 0                                                                     | Marocco                                                                   | Mondiali 2018 - 1º turno                                                  | -                                                                         |                                                                           |
| 25-6-2018                                                                 | Saransk                                                                   | Iran                                                                      | 1 – 1                                                                     | Portogallo                                                                | Mondiali 2018 - 1º turno                                                  | -                                                                         | 33’                                                                       |
| 30-6-2018                                                                 | Soči                                                                      | Uruguay                                                                   | 2 – 1                                                                     | Portogallo                                                                | Mondiali 2018 - Ottavi di finale                                          | -                                                                         |                                                                           |
| 17-11-2018                                                                | Milano                                                                    | Italia                                                                    | 0 – 0                                                                     | Portogallo                                                                | UEFA Nations League 2018-2019 - 1º turno                                  | -                                                                         | 85’                                                                       |
| 20-11-2018                                                                | Guimarães                                                                 | Portogallo                                                                | 1 – 1                                                                     | Polonia                                                                   | UEFA Nations League 2018-2019 - 1º turno                                  | -                                                                         | 61’                                                                       |
| 22-3-2019                                                                 | Lisbona                                                                   | Portogallo                                                                | 0 – 0                                                                     | Ucraina                                                                   | Qual. Euro 2020                                                           | -                                                                         |                                                                           |
| 25-3-2019                                                                 | Lisbona                                                                   | Portogallo                                                                | 1 – 1                                                                     | Serbia                                                                    | Qual. Euro 2020                                                           | -                                                                         |                                                                           |
| 5-6-2019                                                                  | Porto                                                                     | Portogallo                                                                | 3 – 1                                                                     | Svizzera                                                                  | UEFA Nations League 2018-2019 - Semifinale                                | -                                                                         | 63’                                                                       |
| 9-6-2019                                                                  | Porto                                                                     | Portogallo                                                                | 1 – 0                                                                     | Paesi Bassi                                                               | UEFA Nations League 2018-2019 - Finale                                    | -                                                                         | [ 18 ]                                                                    |
| 7-9-2019                                                                  | Belgrado                                                                  | Serbia                                                                    | 2 – 4                                                                     | Portogallo                                                                | Qual. Euro 2020                                                           | -                                                                         |                                                                           |
| 10-9-2019                                                                 | Vilnius                                                                   | Lituania                                                                  | 1 – 5                                                                     | Portogallo                                                                | Qual. Euro 2020                                                           | -                                                                         |                                                                           |
| 11-10-2019                                                                | Lisbona                                                                   | Portogallo                                                                | 3 – 0                                                                     | Lussemburgo                                                               | Qual. Euro 2020                                                           | -                                                                         |                                                                           |
| 14-10-2019                                                                | Kiev                                                                      | Ucraina                                                                   | 2 – 1                                                                     | Portogallo                                                                | Qual. Euro 2020                                                           | -                                                                         |                                                                           |
| 17-11-2019                                                                | Lussemburgo                                                               | Lussemburgo                                                               | 0 – 2                                                                     | Portogallo                                                                | Qual. Euro 2020                                                           | -                                                                         |                                                                           |
| 5-9-2020                                                                  | Porto                                                                     | Portogallo                                                                | 4 – 1                                                                     | Croazia                                                                   | UEFA Nations League 2020-2021 - 1º turno                                  | -                                                                         |                                                                           |
| 8-9-2020                                                                  | Stoccolma                                                                 | Svezia                                                                    | 0 – 2                                                                     | Portogallo                                                                | UEFA Nations League 2020-2021 - 1º turno                                  | -                                                                         | 56’                                                                       |
| 7-10-2020                                                                 | Lisbona                                                                   | Portogallo                                                                | 0 – 0                                                                     | Spagna                                                                    | Amichevole                                                                | -                                                                         | 68’                                                                       |
| 11-10-2020                                                                | Saint-Denis                                                               | Francia                                                                   | 0 – 0                                                                     | Portogallo                                                                | UEFA Nations League 2020-2021 - 1º turno                                  | -                                                                         | 89’                                                                       |
| 14-10-2020                                                                | Lisbona                                                                   | Portogallo                                                                | 3 – 0                                                                     | Svezia                                                                    | UEFA Nations League 2020-2021 - 1º turno                                  | -                                                                         |                                                                           |
| 14-11-2020                                                                | Lisbona                                                                   | Portogallo                                                                | 0 – 1                                                                     | Francia                                                                   | UEFA Nations League 2020-2021 - 1º turno                                  | -                                                                         |                                                                           |
| 4-6-2021                                                                  | Madrid                                                                    | Spagna                                                                    | 0 – 0                                                                     | Portogallo                                                                | Amichevole                                                                | -                                                                         | 81’                                                                       |
| 15-6-2021                                                                 | Budapest                                                                  | Ungheria                                                                  | 0 – 3                                                                     | Portogallo                                                                | Euro 2020 - 1º turno                                                      | 1                                                                         |                                                                           |
| 19-6-2021                                                                 | Monaco di Baviera                                                         | Portogallo                                                                | 2 – 4                                                                     | Germania                                                                  | Euro 2020 - 1º turno                                                      | -                                                                         |                                                                           |
| 23-6-2021                                                                 | Budapest                                                                  | Portogallo                                                                | 2 – 2                                                                     | Francia                                                                   | Euro 2020 - 1º turno                                                      | -                                                                         |                                                                           |
| 27-6-2021                                                                 | Siviglia                                                                  | Belgio                                                                    | 1 – 0                                                                     | Portogallo                                                                | Euro 2020 - Ottavi di finale                                              | -                                                                         |                                                                           |
| 1-9-2021                                                                  | Faro                                                                      | Portogallo                                                                | 2 – 1                                                                     | Irlanda                                                                   | Qual. Mondiali 2022                                                       | -                                                                         | 62’                                                                       |
| 4-9-2021                                                                  | Debrecen                                                                  | Qatar                                                                     | 1 – 3                                                                     | Portogallo                                                                | Amichevole                                                                | -                                                                         | 81’                                                                       |
| 7-9-2021                                                                  | Baku                                                                      | Azerbaigian                                                               | 0 – 3                                                                     | Portogallo                                                                | Qual. Mondiali 2022                                                       | -                                                                         | 71’                                                                       |
| 24-3-2022                                                                 | Porto                                                                     | Portogallo                                                                | 3 – 1                                                                     | Turchia                                                                   | Qual. Mondiali 2022                                                       | -                                                                         | 88’                                                                       |
| 2-6-2022                                                                  | Siviglia                                                                  | Spagna                                                                    | 1 – 1                                                                     | Portogallo                                                                | UEFA Nations League 2022-2023 - 1º turno                                  | -                                                                         | 89’                                                                       |
| 9-6-2022                                                                  | Lisbona                                                                   | Portogallo                                                                | 2 – 0                                                                     | Rep. Ceca                                                                 | UEFA Nations League 2022-2023 - 1º turno                                  | -                                                                         |                                                                           |
| 17-11-2022                                                                | Lisbona                                                                   | Portogallo                                                                | 4 – 0                                                                     | Nigeria                                                                   | Amichevole                                                                | -                                                                         | 46’                                                                       |
| 24-11-2022                                                                | Doha                                                                      | Portogallo                                                                | 3 – 2                                                                     | Ghana                                                                     | Mondiali 2022 - 1º turno                                                  | -                                                                         |                                                                           |
| 28-11-2022                                                                | Lusail                                                                    | Portogallo                                                                | 2 – 0                                                                     | Uruguay                                                                   | Mondiali 2022 - 1º turno                                                  | -                                                                         | 42’                                                                       |
| 6-12-2022                                                                 | Lusail                                                                    | Portogallo                                                                | 6 – 1                                                                     | Svizzera                                                                  | Mondiali 2022 - Ottavi di finale                                          | 1                                                                         |                                                                           |
| 10-12-2022                                                                | Doha                                                                      | Marocco                                                                   | 1 – 0                                                                     | Portogallo                                                                | Mondiali 2022 - Quarti di finale                                          | -                                                                         | 51’                                                                       |
| 23-3-2023                                                                 | Lisbona                                                                   | Portogallo                                                                | 4 – 0                                                                     | Liechtenstein                                                             | Qual. Euro 2024                                                           | -                                                                         |                                                                           |
| 17-6-2023                                                                 | Lisbona                                                                   | Portogallo                                                                | 3 – 0                                                                     | Bosnia ed Erzegovina                                                      | Qual. Euro 2024                                                           | -                                                                         | 78’                                                                       |
| 20-6-2023                                                                 | Reykjavík                                                                 | Islanda                                                                   | 0 – 1                                                                     | Portogallo                                                                | Qual. Euro 2024                                                           | -                                                                         | 67’                                                                       |
| 19-11-2023                                                                | Lisbona                                                                   | Portogallo                                                                | 2 – 0                                                                     | Islanda                                                                   | Qual. Euro 2024                                                           | -                                                                         | 62’                                                                       |
| Totale                                                                    |                                                                           | Presenze                                                                  | 65                                                                        |                                                                           | Reti                                                                      | 4                                                                         |                                                                           |

## Palmarès

### Club

#### Competizioni nazionali
- Coppa di Germania: 2

Borussia Dortmund: 2016-2017, 2020-2021
- Supercoppa di Germania: 2

Borussia Dortmund: 2019
Bayern Monaco: 2025
- Campionato tedesco: 1

Bayern Monaco: 2024-2025

### Nazionale
- Campionato d'Europa: 1

Francia 2016
- UEFA Nations League: 1

2018-2019

### Individuale
- Trophées UNFP du football: 1

Squadra ideale della Ligue 2: 2013
- Squadra del torneo degli Europei Under-21: 1

Rep. Ceca 2015
- Europei Top 11: 1

Francia 2016
- Squadra ideale della fase finale di UEFA Nations League: 1

2019